# Schoolvoorbeeld
De term schoolvoorbeeld  wordt gebruikt voor objecten, begrippen of situaties die alle eigenschappen bezitten die kenmerkend zijn voor de categorie waar ze toe behoren, en geen eigenschappen die de indeling in die categorie ter discussie zouden kunnen stellen. Daardoor zouden ze geschikt zijn om in een onderwijssituatie als voorbeeld gebruikt te worden om de kenmerkende eigenschappen van de hele categorie duidelijk te maken.
Een andere definitie is iets wat vaak genoemd wordt als voorbeeld, en dan is het vaak iets wat betrekkelijk zeldzaam is.

## Voorbeelden
Tot de categorie zoogdieren behoren alle dieren die ten minste de volgende twee kenmerkende eigenschappen hebben:
- Warmbloedig
- Jongen worden gezoogd met moedermelk

Dieren die bovenstaande eigenschappen niet hebben behoren niet tot de zoogdieren. Daarnaast zijn er ook eigenschappen die vaak voorkomen bij zoogdieren, maar niet kenmerkend zijn:
- Levendbarend
- Behaard lichaam

Een konijn is een schoolvoorbeeld van een zoogdier omdat het zowel de kenmerkende eigenschappen als de vaak voorkomende eigenschappen van een zoogdier heeft, en geen eigenschappen die kenmerkend zijn voor andere categorieën. 
Walvissen en vogelbekdieren zijn zoogdieren omdat ze de kenmerkende eigenschappen bezitten, maar ze zijn geen schoolvoorbeelden omdat ze één of meer vaak voorkomende eigenschappen van zoogdieren missen en omdat ze één of meer eigenschappen die kenmerkend zijn voor andere categorieën, namelijk respectievelijk vissen en vogels, juist wel bezitten.
Een schoolvoorbeeld van een vogel die niet kan vliegen is de pinguïn. Ook de struisvogel wordt genoemd. Men zal echter zelden de kip noemen - een kip is dus geen schoolvoorbeeld.
Een schoolvoorbeeld van het gebruik van de weinig voorkomende letter ü in het Spaans is vergüenza - schaamte. Het gevolg is dat een leerling al snel weet wat het Spaanse woord voor schaamte is.